# Laccophilus traili
Laccophilus traili är en skalbaggsart som beskrevs av Sharp 1882. Laccophilus traili ingår i släktet Laccophilus och familjen dykare. Inga underarter finns listade i Catalogue of Life.